# WAP Push
Niektóre z zamieszczonych tu informacji wymagają weryfikacji.
Dokładniejsze informacje o tym, co należy poprawić, być może znajdują się w dyskusji tego artykułu.
 Po wyeliminowaniu niedoskonałości należy usunąć szablon {{Dopracować}} z tego artykułu.
WAP Push to SMS, w którego nagłówku umieszczony jest link do adresu WAP-owego. Po otrzymaniu wiadomości typu WAP Push kompatybilne urządzenie przenośne (telefon komórkowy, PDA) automatycznie daje użytkownikowi możliwość dostępu do zawartości pod tym adresem.
Aplikacje wykorzystujące technologię WAP Push używane są do dostarczania użytkownikom urządzeń przenośnych danych takich jak:
- dzwonki
- aplikacje w javie
- tapety
- prognozy pogody
- dane giełdowe
- wygaszacze ekranu
- wiadomości multimedialne (MMS)
- powiadomienia o przychodzących e-mailach
- reklamy
- filmy